# Pieve di Dongo
La pieve di Dongo fu per secoli una ripartizione della provincia di Como e della diocesi di Como.

## La pieve
Dal punto di vista religioso, la dedicazione a Santo Stefano protomartire lascia supporre una fondazione della pieve risalente a non oltre il V secolo.
Sotto il profilo civile, la suddivisione amministrativa della pieve fu razionalizzata dall'imperatrice Maria Teresa che riconobbe i seguenti 8 comuni, tutti con la propria parrocchia:
- Consiglio di Rumo
- Cremia
- Dongo
- Garzeno
- Germasino
- Musso
- Pianello del Lario
- Stazzona.